# Doyle Brunson
Doyle Brunson (Longworth (Texas), 10 augustus 1933 – Las Vegas (Nevada), 14 mei 2023) was een Amerikaanse professioneel pokerspeler uit de Verenigde Staten. 

## Carrière
Brunson groeide op in Texas in de Verenigde Staten. Hij was in zijn jeugd een degelijke basketbalspeler, waardoor de Minneapolis Lakers hem een basketbal-studiebeurs gaven. Hij droomde van een professionele basketbalcarrière, maar een zware knieblessure maakte daar een einde aan. 
In de jaren 1950 begon Bronson geld te verdienen aan poker. De pokersessies waaraan hij deelnam waren niet altijd even veilig.
Brunson won van 1976 tot en met 2005 tien World Series of Poker (WSOP)-toernooien. Daarmee staat hij gedeeld tweede (met Johnny Chan en Phil Ivey) in de lijst van spelers met de meeste WSOP-zeges ooit, achter Phil Hellmuth (die in 2023 zijn zeventiende won). Brunson was de eerste speler ooit die zowel een World Poker Tour-toernooi als tien (of meer) WSOP-titels won, wat tot op heden nog maar één speler eveneens is gelukt, namelijk Phil Ivey. Hij werd in 1988 opgenomen in de Poker Hall of Fame.
Brunson is een van de vier spelers die de World Series of Poker Main Event twee keer achter elkaar wisten te winnen. Zijn zoon Todd Brunson won een WSOP-bracelet in 2005 door het $2500 Omaha Hi-Lo Split-toernooi te winnen. Daarmee werden de Brunsons de eerste vader en zoon die allebei een WSOP-bracelet wonnen. Brunson maakte samen met zijn zoon Todd deel uit van gelegenheids-pokerteam The Corporation.
Brunson speelde meer dan vijftig jaar lang poker. In 2006 werd hij door het tijdschrift Bluff uitgeroepen tot meest invloedrijke pokerspeler ter wereld. Hij verdiende tot en met juni 2015 meer dan $6.100.000,- in pokertoernooien (cashgames niet meegerekend).
Brunson overleed op 89-jarige leeftijd.

## Trivia
- Doyle Brunson speelde in de eerste vijf seizoenen van het tv-programma High Stakes Poker & Poker after Dark.
- Zijn favoriete hand is 10-2 (waarmee hij 2x achter elkaar een finale won van de WSOP) en wordt ook wel de doyle brunson hand genoemd.
- Van Texaanse oorsprong zijnde, droeg Brunson altijd een cowboyhoed aan de pokertafel.

## WSOP bracelets
| Jaar | Toernooi                                                        | Prijs (US$) |
| ---- | --------------------------------------------------------------- | ----------- |
| 1976 | $10.000 No Limit Hold'em World Championship                     | $230.000    |
| 1977 | $5.000 Deuce to Seven Draw                                      | $80.250     |
| 1977 | $10.000 No Limit Hold'em World Championship                     | $340.000    |
| 1977 | $1.000 Seven Card Stud Split                                    | $62.500     |
| 1978 | $5.000 Seven Card Stud                                          | $68.000     |
| 1979 | $600 Mixed Doubles (met Starla Brodie)                          | $4.500      |
| 1991 | $2.500 No Limit Hold'em                                         | $208.000    |
| 1998 | $1.500 Razz                                                     | $93.000     |
| 2003 | $2.000 H.O.R.S.E.                                               | $84.080     |
| 2005 | $5.000 No Limit Shorthanded Texas Hold'em (6 spelers per tafel) | $367.800    |

## Boeken
Doyle Brunson heeft zes boeken geschreven:
- Doyle Brunson's Super System: A Course in Power Poker, 1979
- Poker Wisdom of a Champion, 2003 (bij uitgave in 1984 getiteld According to Doyle)
- Doyle Brunson's Super System II, 2004
- Online Poker: Your Guide to Playing Online Poker Safely & Winning Money, 2005
- My 50 Most Memorable Hands, 2007
- According to Doyle, 2007